# Rue Francisque-Sarcey
La rue Francisque-Sarcey est une voie du 16e arrondissement de Paris, en France.

## Situation et accès

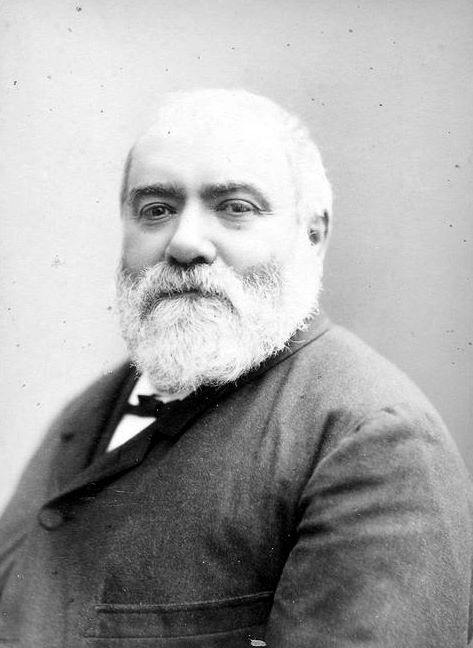
Francisque Sarcey.

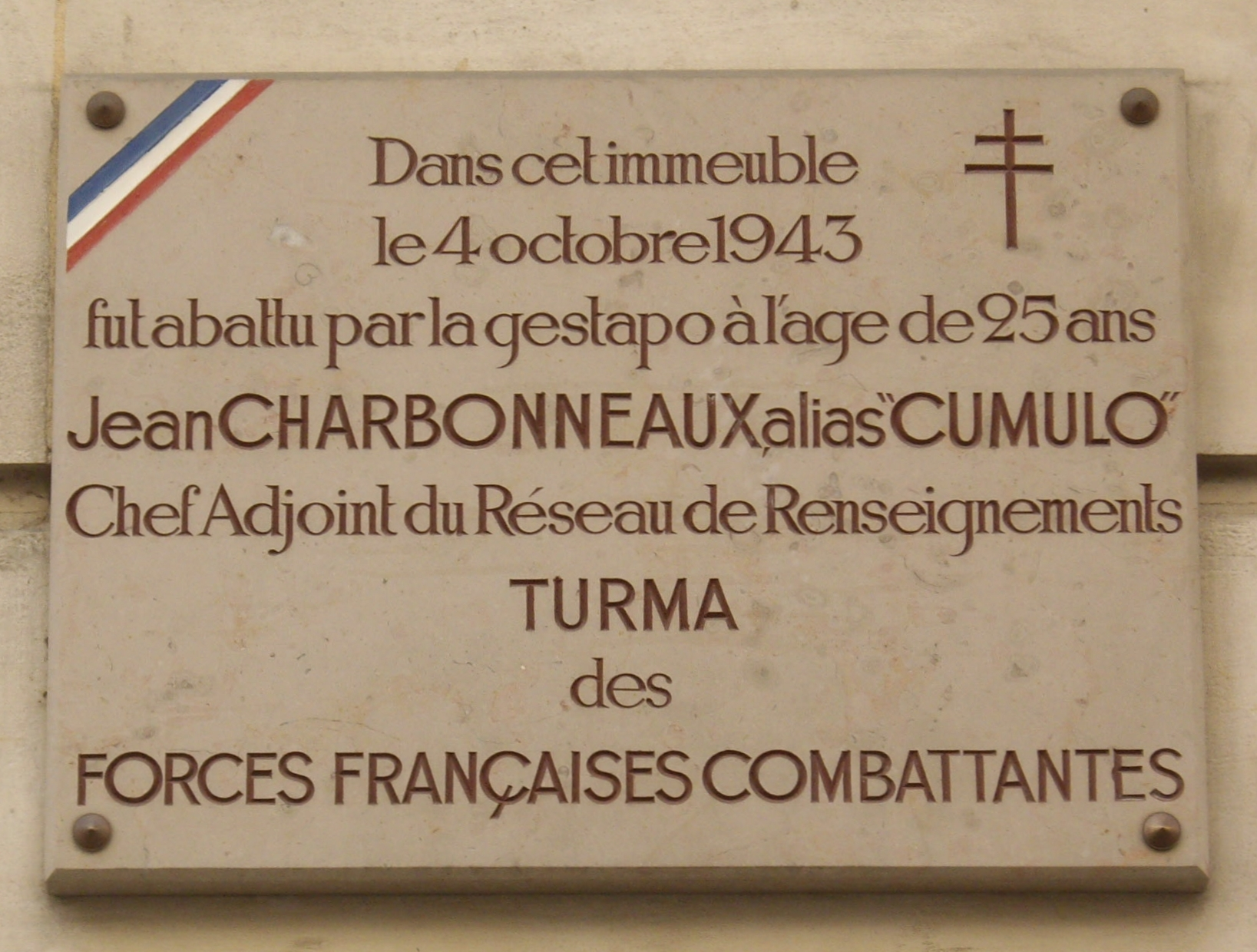
Plaque au no 4.

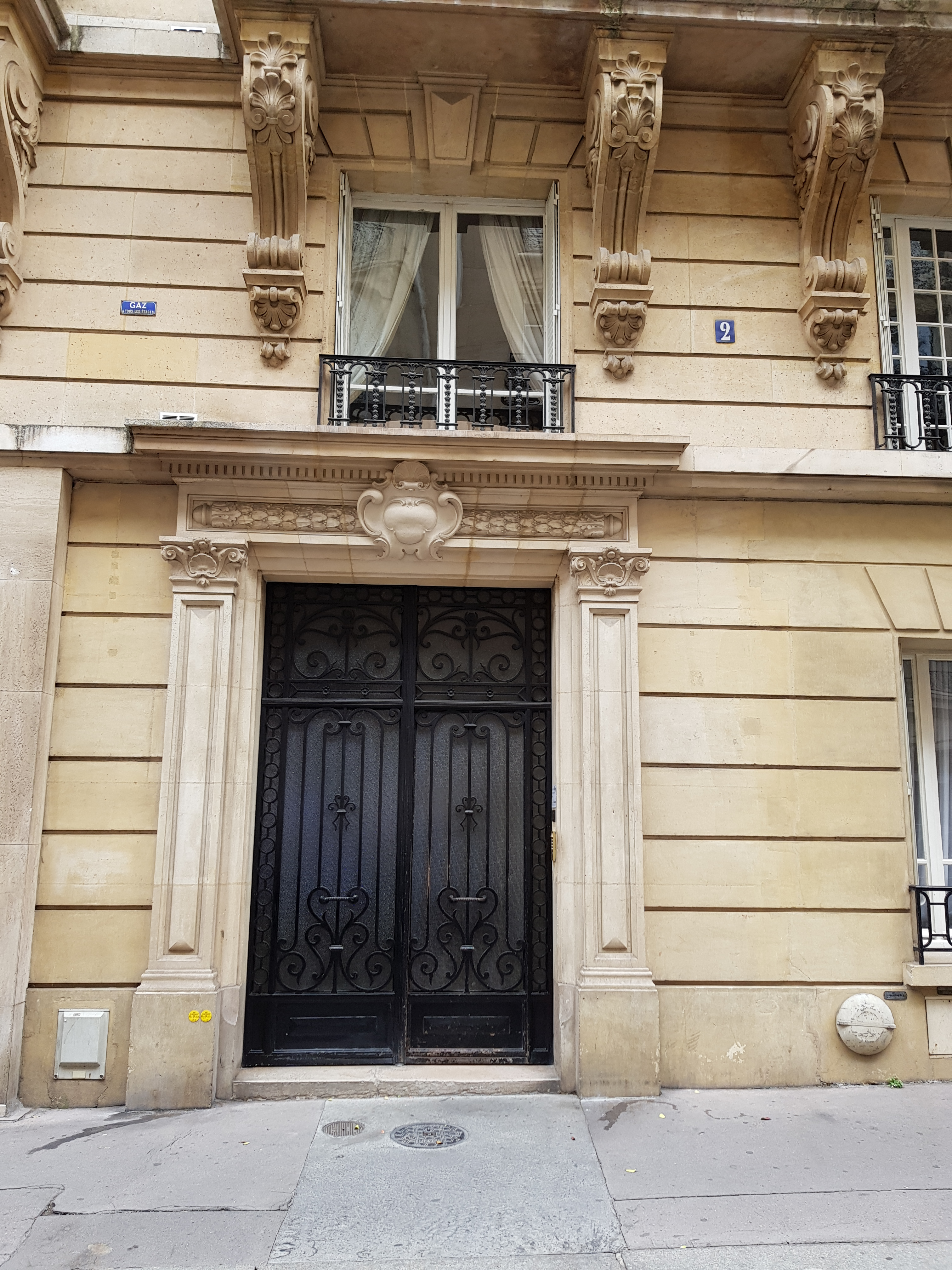
Entrée du no 2.

La rue Francisque-Sarcey est une voie publique située dans le 16e arrondissement de Paris. Elle débute au 25-31, rue de la Tour et se termine au 8 bis-10, rue Eugène-Manuel.
Le quartier est desservi par la ligne 6 à la station Passy et par la ligne 9 à la station La Muette.

## Origine du nom
Elle porte le nom du critique dramatique et journaliste français Francisque Sarcey (1827-1899).

## Historique
Cette rue, ouverte en 1900 sur l'emplacement de la villa Aimée (supprimée en 1897), prend sa dénomination actuelle par un arrêté du 5 avril 1904.

## Bâtiments remarquables et lieux de mémoire
- No 4 : le peintre Jean-Marie Ledannois (1940-2014) a vécu ici[3]. Le résistant Jean Charbonneaux[4] y est abattu le 4 octobre 1943 par la Gestapo ; une plaque commémorative lui rend hommage.
- No 5 : l'historien et universitaire Pierre Goubert (1915-2012), spécialiste du XVIIe siècle français, y a vécu jusqu'à la fin de ses jours[5].